# Görschitz
Görschitz är ett vattendrag i Österrike.   Det ligger i förbundslandet Kärnten, i den sydöstra delen av landet, 210 km sydväst om huvudstaden Wien.
I omgivningarna runt Görschitz växer i huvudsak blandskog. Runt Görschitz är det ganska glesbefolkat, med 43 invånare per kvadratkilometer.